# Lina Glushko
Lina Glushko (hebräisch לינה גלושקו; * 12. Januar 2000) ist eine israelische Tennisspielerin.

## Karriere
Glushko spielt bislang vor allem Turniere auf der ITF Women’s World Tennis Tour, wo sie bislang drei Titel im Einzel und sechs im Doppel gewann.
Ihr erstes Match für die israelische Billie-Jean-King-Cup-Mannschaft bestritt sie 2018. Inzwischen hat sie bereits 27 Billie-Jean-King-Cup-Partien bestritten, von denen sie 14 Partien gewann und 13 verlor.

## Turniersiege

### Einzel
| Nr. | Datum            | Turnier        | Kategorie   | Belag     | Finalgegnerin   | Ergebnis |
| --- | ---------------- | -------------- | ----------- | --------- | --------------- | -------- |
| 1.  | 6. Mai 2018      | Akko           | ITF $15.000 | Hartplatz | Caroline Werner | 6:3, 6:3 |
| 2.  | 30. Oktober 2021 | Kirjat Motzkin | ITF W25     | Hartplatz | Joanne Züger    | 6:3, 6:4 |
| 3.  | 24. Februar 2024 | Pretoria       | ITF W50     | Hartplatz | Manon Léonard   | 6:3, 7:5 |

### Doppel
| Nr. | Datum              | Turnier             | Kategorie | Belag     | Partnerin             | Finalgegnerinnen                     | Ergebnis          |
| --- | ------------------ | ------------------- | --------- | --------- | --------------------- | ------------------------------------ | ----------------- |
| 1.  | 10. April 2021     | Scharm asch-Schaich | ITF W15   | Hartplatz | Alicia Barnett        | Elena-Teodora Cadar Olivia Gadecki   | 6:4, 6:2          |
| 2.  | 23. Oktober 2021   | Netanja             | ITF W25   | Hartplatz | Shavit Kimchi         | Linda Nosková Fanny Östlund          | 6:4, 6:23         |
| 3.  | 11. März 2023      | Pretoria            | ITF W25   | Hartplatz | Emina Bektas          | Tímea Babos Georgina García Pérez    | 6:3, 4:6, [13:11] |
| 4.  | 13. Mai 2023       | Fukuoka             | ITF W60   | Teppich   | Emina Bektas          | Ma Yexin Alana Parnaby               | 7:5, 6:3          |
| 5.  | 24. Februar 2024   | Pretoria            | ITF W50   | Hartplatz | Gabriela Knutson      | Sofia Costoulas Hanne Vandewinkel    | 7:65, 7:64        |
| 6.  | 14. September 2024 | Le Neubourg         | ITF W75   | Hartplatz | Anastassija Tichonowa | Julija Awdejewa Jekaterina Maklakowa | 6:3, 6:1          |

## Persönliches
Lina Glushkos ältere Schwester Julia ist ebenfalls Tennisprofi.